# Sean Spicer

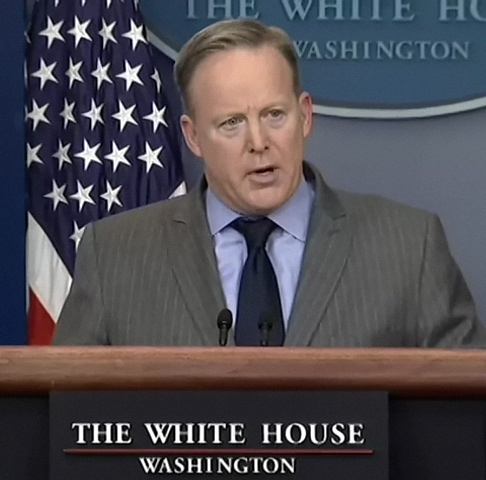
Sean Spicer im Januar 2017 im Weißen Haus, Washington, D.C.

Sean Michael Spicer (* 23. September 1971 in Barrington, Rhode Island) ist ein US-amerikanischer Politiker (Republikanische Partei). Er war von Januar bis Juli 2017 Pressesprecher des Weißen Hauses. Außerdem war er von Januar bis März 2017 und kommissarisch im Juli 2017 Kommunikationsdirektor des Weißen Hauses. Am 21. Juli 2017 gab er nach der Ernennung von Anthony Scaramucci zum Kommunikationsdirektor seinen Rücktritt bekannt.

## Leben
Nach Abschluss seiner Studienzeit am Connecticut College 1993 begann Spicer, beim National Republican Senatorial Committee (NRSC) zu arbeiten. Anfang 2000 wurde er beim National Republican Congressional Committee Direktor der Arbeitseinheit, die für die Wiederwahl von Amtsinhabern verantwortlich war. Von 2002 bis 2006 arbeitete er in verschiedenen Funktionen für die politische Kommunikation der Republikaner im US-Repräsentantenhaus. Von 2006 bis 2008 war er für die Kommunikation der Handelsbeauftragten der Vereinigten Staaten verantwortlich. In dieser Funktion sei er, so die Washington Post in einem Porträt von Sean Spicer am 17. August 2016, einer der „leidenschaftlichsten Verfechter des Freihandels“ in Washington, D.C. gewesen.
Von 2011 bis 2017 war Spicer Sprecher des Republican National Committee (RNC), des nationalen Organisationsgremiums der Republikanischen Partei der USA. Von 2015 bis 2017 war er zudem „Chefstratege“ (chief strategist) des RNC.
Am 22. Dezember 2016 gab der gewählte US-Präsident Donald Trump bekannt, dass nach seiner Amtsübernahme Spicer sein Pressesprecher des Weißen Hauses werden solle. Er wurde damit Nachfolger von Barack Obamas Sprecher Josh Earnest. Zusätzlich hatte Spicer als Nachfolger von Jen Psaki zunächst die Funktion des Kommunikationsdirektors des Weißen Hauses übernommen, ehe am 6. März 2017 Mike Dubke an seine Stelle trat. Nach dessen Rücktritt wurde Spicer am 2. Juni erneut kommissarisch Kommunikationsdirektor.
Spicer ist Mitglied der US Navy Reserve. Er  heiratete 2004 die Fernsehproduzentin Rebecca Claire Miller.

## Sprecher des Weißen Hauses
Bei seiner ersten Pressekonferenz im Weißen Haus am 21. Januar 2017 ging es fast ausschließlich um die Zuschauerzahlen bei Trumps Vereidigung am Vortag. Nach weitgehend übereinstimmenden Berichten der Leitmedien waren zu Trumps Amtseinführung nicht annähernd so viele Menschen gekommen wie zuvor bei Barack Obama. In seiner Rede stellte Spicer die Berichte über die Zuschauerzahlen als „absichtlich irreführend dar“. Er las eigene, völlig unbelegte und nachweislich falsche „Fakten“ über die Zuschauerzahlen vor. Unter anderem behauptete er: „Das war das größte Publikum, das jemals bei einer Vereidigung dabei war, sowohl vor Ort als auch weltweit. Punkt.“ („This was the largest audience to ever witness an inauguration — period — both in person and around the globe.“)
Zudem versuchte er, die Medienvertreter mit der Aussage „Wir werden unsererseits die Presse zur Rechenschaft ziehen. Das amerikanische Volk hat Besseres verdient“ unter Druck zu setzen. Fragen der Medienvertreter zu Spicers Ausführungen wurden entgegen der sonst üblichen Praxis nicht zugelassen. Das Medienecho Spicers erster Pressekonferenz war weitgehend negativ.
In einem NBC-Interview zur Sendung Meet the Press verteidigte Trumps Beraterin Kellyanne Conway gegenüber dem Journalisten und Fernsehmoderator Chuck Todd die umstrittenen Äußerungen Spicers als „alternative Fakten“ (alternative facts). Todd entgegnete ihr, „Alternative Fakten sind keine Fakten. Es sind Unwahrheiten.“ (Alternative facts are not facts. They are falsehoods.)
Spicer konfrontierte die Journalisten bei dem ersten Pressebriefing mit neuen Regeln. Traditionell gingen bis dato die ersten Fragen an die Nachrichtenagentur AP und die großen Fernsehsender; Spicer jedoch gab die ersten Fragen an die New York Post, das Christian Broadcasting Network, den spanischsprachigen Sender Univision, den konservativen Sender Fox News und an American Urban Radio Networks. Spicer äußerte, „noch mehr unterschiedliche Medien“ sollten Zugang zum Weißen Haus erhalten – zumindest per Videokonferenz. Noch im Januar werde man erstmals Journalisten von außen zuschalten. So könnten auch Medien dabei sein, die „keine Ressourcen für einen Korrespondenten“ in Washington hätten.
Am 11. April 2017 erregte Spicer mit einem Nazi-Vergleich Aufmerksamkeit, dass nicht einmal Adolf Hitler chemische Waffen gegen sein eigenes Volk eingesetzt hätte, wie der syrische Präsident Baschar al-Assad. Die Äußerungen, die während des jüdischen Passahfests gemacht wurden, wurden kritisiert, auch weil Spicer damit die im Holocaust ermordeten deutschen Juden aus dem deutschen Volk ausgrenzte und die Vernichtungslager irrig als „Holocaust centers“ bezeichnete. Das Anne Frank Center for Mutual Respect rief Trump dazu auf, Spicer zu entlassen. Später äußerte Spicer, dass er nicht damit meinte, dass Hitler während des Holocaust kein Gas benutzt hätte. Nach weiteren Rücktrittsforderungen nahm er seine Behauptung komplett zurück und entschuldigte sich.
Spicer gilt nach Ansicht des deutschen Journalisten Thomas Seibert als erfahrener Pressesprecher und „Insider“ des Washingtoner Politikbetriebes. Sein Schweizer Kollege Sacha Batthyany stellte ihn dagegen als „heillos überfordert“ dar. Sein Auftreten als neuer Pressesprecher im Weißen Haus wurde von Stefan Tomik in der Frankfurter Allgemeinen Zeitung als aggressiv rezipiert.
Spicer trat am 21. Juli 2017 als Sprecher des Weißen Hauses zurück, nachdem er sich vehement bei Präsident Trump gegen dessen Nominierung des Finanzmagnaten Anthony Scaramucci als Kommunikationsdirektor des Weißen Hauses ausgesprochen hatte. Er kündigte an, noch bis Ende August weiterzuarbeiten, wurde aber noch am selben Tag durch seine Stellvertreterin Sarah Huckabee Sanders ersetzt.
2018 erschien Spicers Buch The Briefing: Politics, the Press, and the President (dt.: Das Briefing: Die Politik, die Presse, der Präsident). Einige Kritiker bemängelten falsche oder ungenaue Angaben in dem Buch sowie eine „Lobhudelei“ gegenüber Trump.

## Trivia
Spicer wurde mehrfach in der Comedyserie Saturday Night Live von Melissa McCarthy parodiert.
In Anlehnung an seine Behauptung zu den Zuschauerzahlen bei der Vereidigung Trumps absolvierte Spicer einen Gastauftritt bei der Emmy-Verleihung 2017. Vom 16. September bis zu seinem Ausscheiden am 11. November 2019 war Spicer Teilnehmer der 28. Staffel der TV-Show Dancing with the Stars. Er belegte dort den 6. Platz.